# لورانس لي بيليتييه
لورانس لي بيليتييه (بالإنجليزية: Lawrence Lee Pelletier)‏ هو مدرس أمريكي، ولد في 8 سبتمبر 1914، وتوفي في 10 أغسطس 1995.